# Renault Alaskan
Renault Alaskan – samochód osobowy typu pick-up klasy średniej produkowany pod francuską marką Renault od 2016 roku. Od 2020 nie jest już produkowany w Europie z powodu niespełniania norm emisji spalin.

## Historia i opis modelu

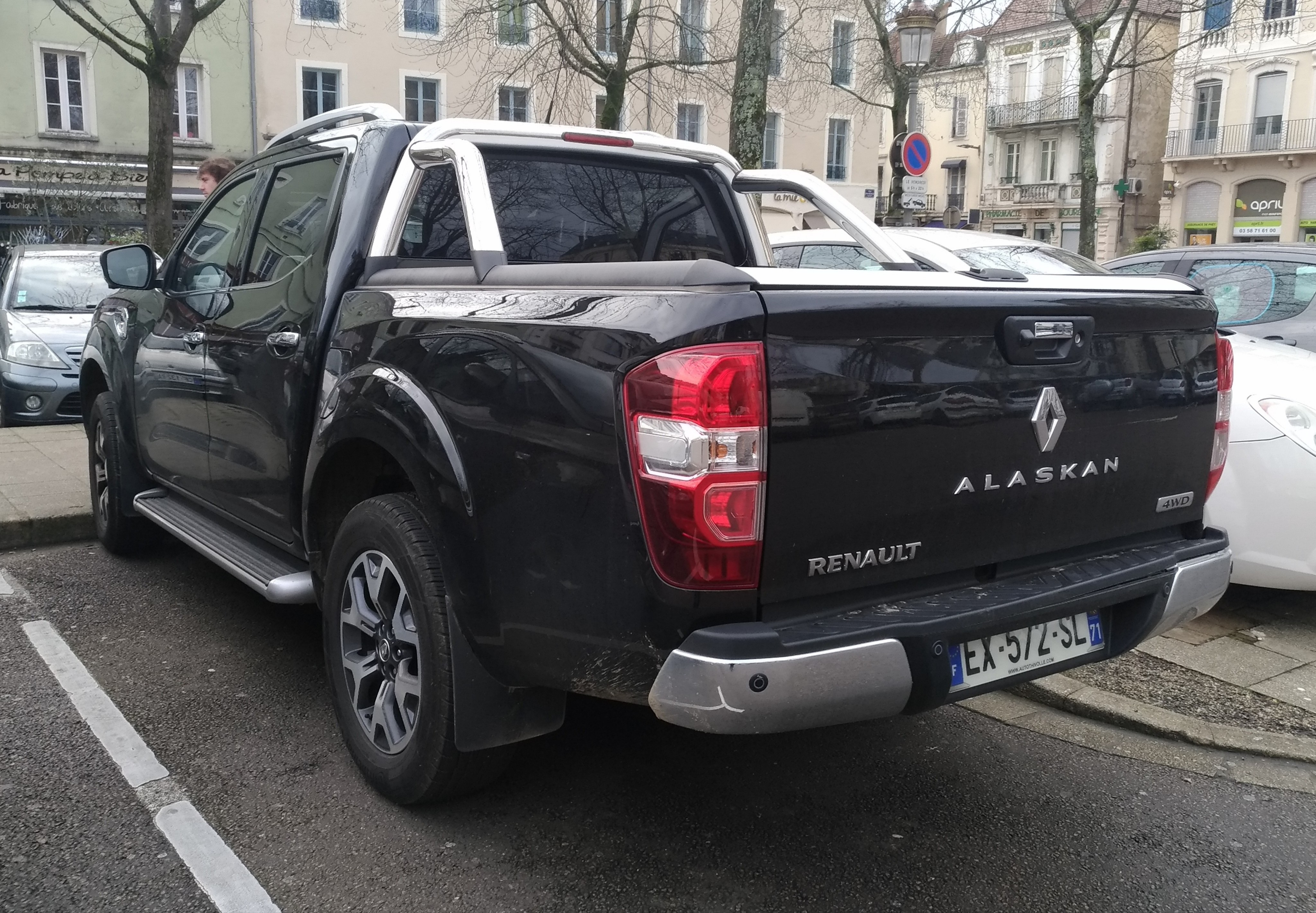
Renault Alaskan - tył

Jest to model bliźniaczy Mercedesa-Benza klasy X i Nissana Navary. Podstawowym silnikiem tego modelu jest podwójnie doładowany 2.3 dCi w dwóch wariantach 160 konnym i 190 konnym. Jego nazwa wzięła się od jednego ze stanów USA. Z przodu najbardziej przypomina Captura, Kadjara oraz Dustera 2. generacji. Samochód jest bardzo mocno spokrewniony z Nissanem Navarą 4. generacji. Ładowność Alaskana to nieco ponad 1 tona. Pierwszy rynek na który wprowadzono Alaskana to była Kolumbia. Przykładowi konkurenci to Volkswagen Amarok, Mercedes-Benz klasy X oraz Ford Ranger. Ceny od 35 490 euro.

### Facelifting
W 2019 roku Renault zaprezentowało Alaskana po niewielkiej modernizacji. Najważniejszą zmianą w samochodzie było zwiększenie jego ładowności do 1,1 tony oraz zwiększenie wartości momentu obrotowego o 22 Nm. Pozostałe zmiany dotyczyły głównie wyposażenia samochodu.